# كاخته (مديرية)
مُديريَّة كاخته هي إحدى مُديريات محافظة أديامان في تركيا ومقرها بلدة كاخته. تبلغ مساحتها 1274 كم² وبلغ عدد سكانها 127,534 نسمة في عام 2021.
عُثِرَ على رسومات الكهوف التي يعود تاريخها إلى العصر الحجري القديم في منطقة كاخته يوم 12 أكتوبر 2018 بسبب انخفاض مياه خزان أتاتورك بمقدار 10-15 مترًا.

## التركيبة
تتكون المديرية من 102 قرية وثلاث بلديات هم كاخته وآقنجيلر وبلوكيايلا.
1. 1 2 3 4  "Untitled Page". www.e-icisleri.gov.tr. مؤرشف من الأصل في 2023-03-06. اطلع عليه بتاريخ 2023-05-25.
2. ↑  "İl ve İlçe Yüz ölçümleri". General Directorate of Mapping. مؤرشف من الأصل في 2023-03-31. اطلع عليه بتاريخ 2023-01-12.
3. ↑  "Address-based population registration system (ADNKS) results dated 31 December 2021" (بالتركية). TÜİK. Archived from the original (XLS) on 2023-03-18. Retrieved 2023-01-12.
4. ↑  "Paleolithic art unveiled after dam water ebbs in Turkey's east". Hürriyet Daily News (بالإنجليزية). Archived from the original on 2022-10-05. Retrieved 2023-05-25.